# كلخ باربي
كلخ باربي (باللاتينية: Ferula barbeyi) نوع نباتي يتبع جنس الكلخ من الفصيلة الخيمية.

## الموئل والانتشار
النبات واطن في بلاد الشام.